# پامسواکی بلانفورد
پامسواکی بلانفورد (نام علمی: Jaculus blanfordi) نام یک گونه از تیره موش‌های دوپا است.